# 甲東園駅
甲東園駅（こうとうえんえき）は、兵庫県西宮市甲東園一丁目にある、阪急電鉄今津線の駅。駅番号はHK-24。

## 歴史
- 1922年（大正11年）6月1日：阪神急行電鉄（のちの阪急電鉄）西宝線の小林駅 - 門戸厄神駅間に新設開業[注 1][3]。地主の芝川又右衛門の土地提供により新設された。橋上駅化されるまでは地下に改札口があった。
- 1926年（大正15年）12月18日：西宝線が今津線に改称[3]。
- 1998年（平成10年）4月29日：橋上駅化[2]。
- 2013年（平成25年）12月21日：駅ナンバリング(HK-24)が導入される[4][5]。

## 駅構造
相対式ホーム2面2線を持つ地上駅で橋上駅舎を有する。分岐器や絶対信号機を持たないため、停留所に分類される。駅舎は通路により周囲の建物に直結しており、直接道路には出られない。改札口は2つあるが、うち1つは宝塚方面ホームへのエレベーターのみ使用できる形態である。ホーム有効長は1号線が6両、2号線が8両。
トイレは宝塚方面、西宮北口方面ホーム両方にある。
阪神・淡路大震災の際に被災し、その後改修された。周辺施設に合わせて、阪神間モダニズムを意識した駅舎デザインを採用している。

### のりば
| 号線 | 路線    | 方向 | 行先                             |
| ---- | ------- | ---- | -------------------------------- |
| 1    | ■今津線 | 下り | 宝塚・仁川・川西能勢口・箕面方面 |
| 2    | ■今津線 | 上り | 西宮北口・大阪・神戸・今津方面   |

※実際には構内にのりば番号表記はないが、スマートフォン向けアプリ「阪急沿線ナビ TOKKアプリ」の発車案内機能では、宝塚方面が1号線、西宮北口方面が2号線と表示されている。

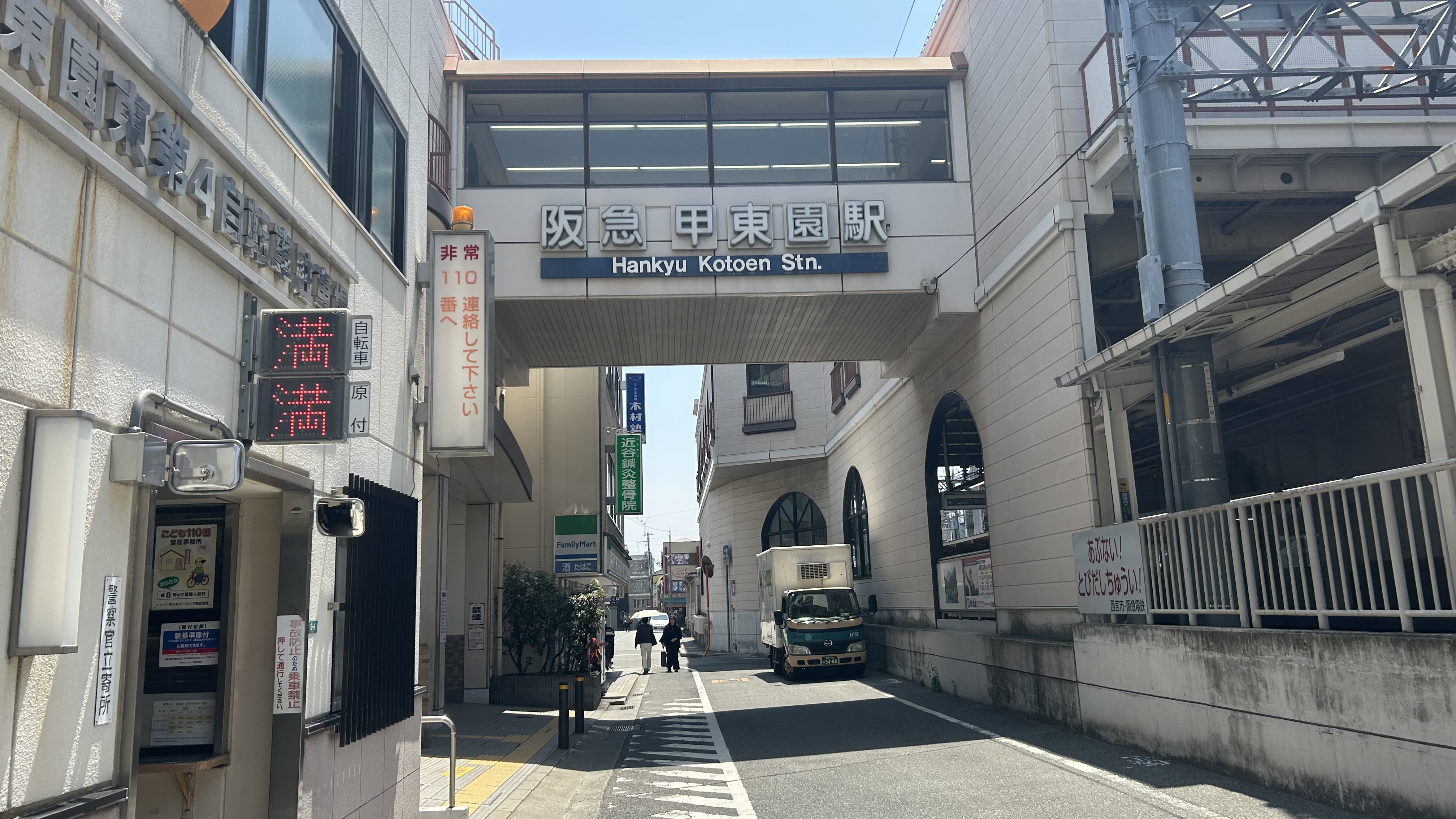
東口
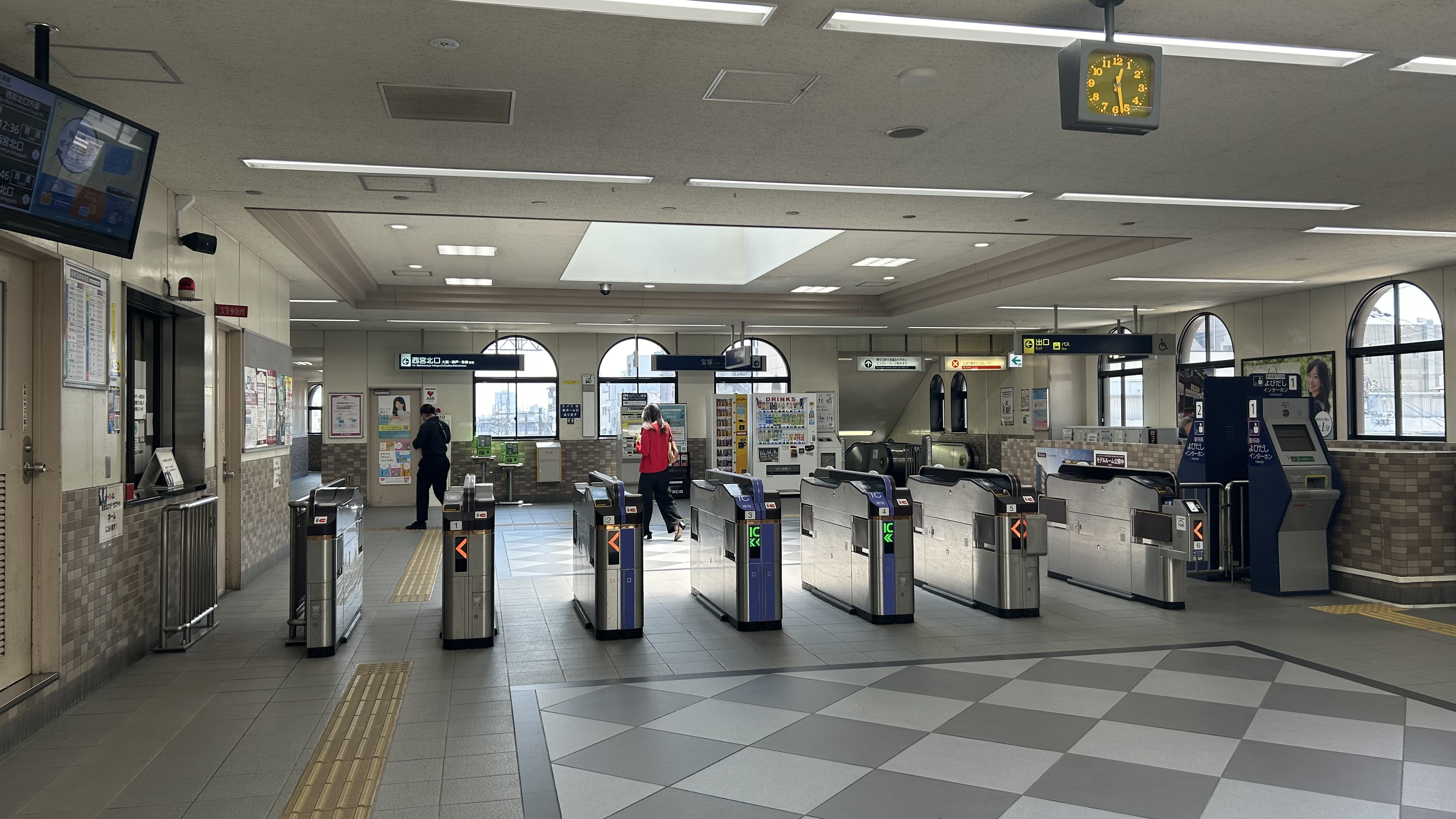
改札口
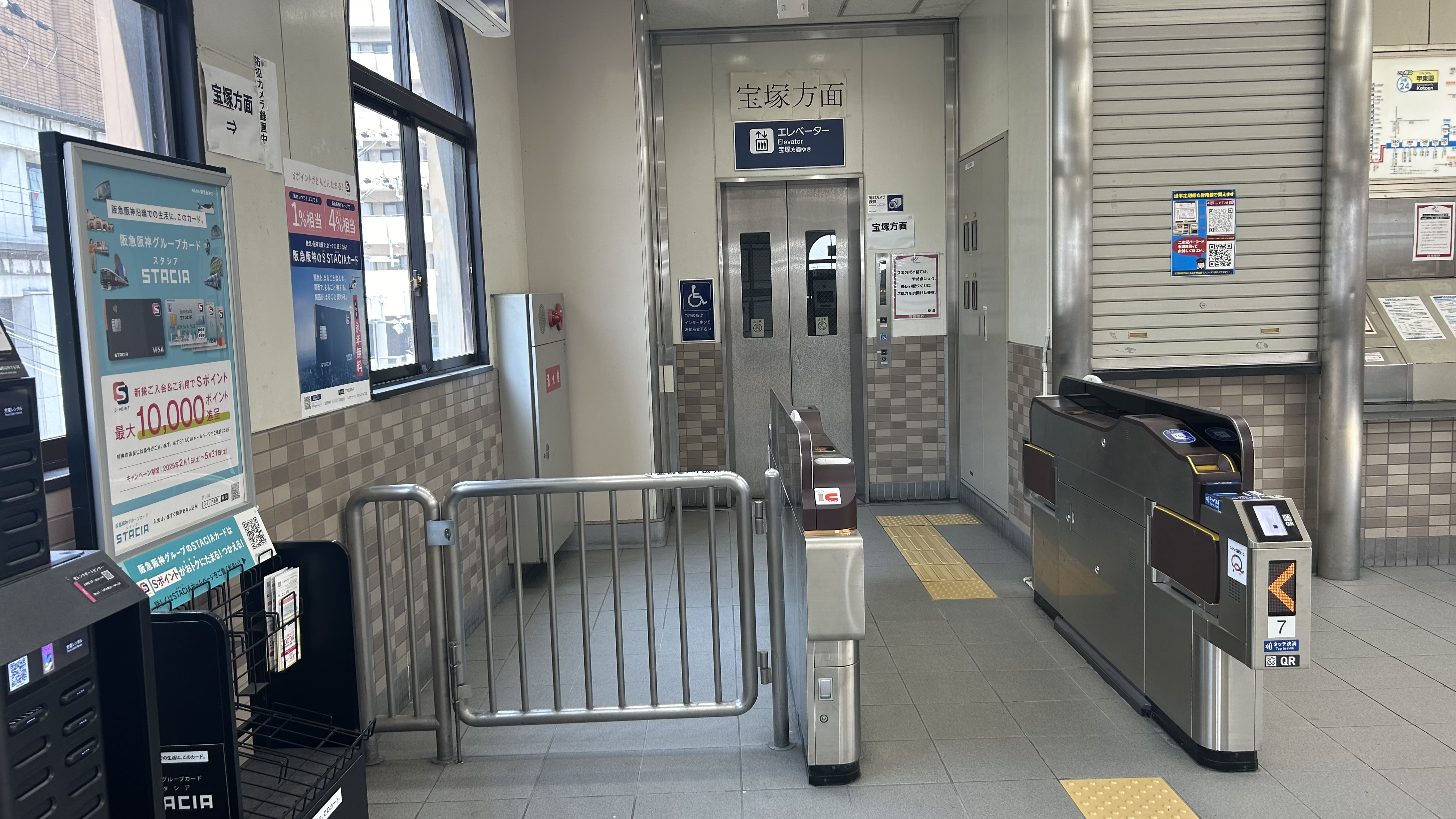
エレベーター専用改札口
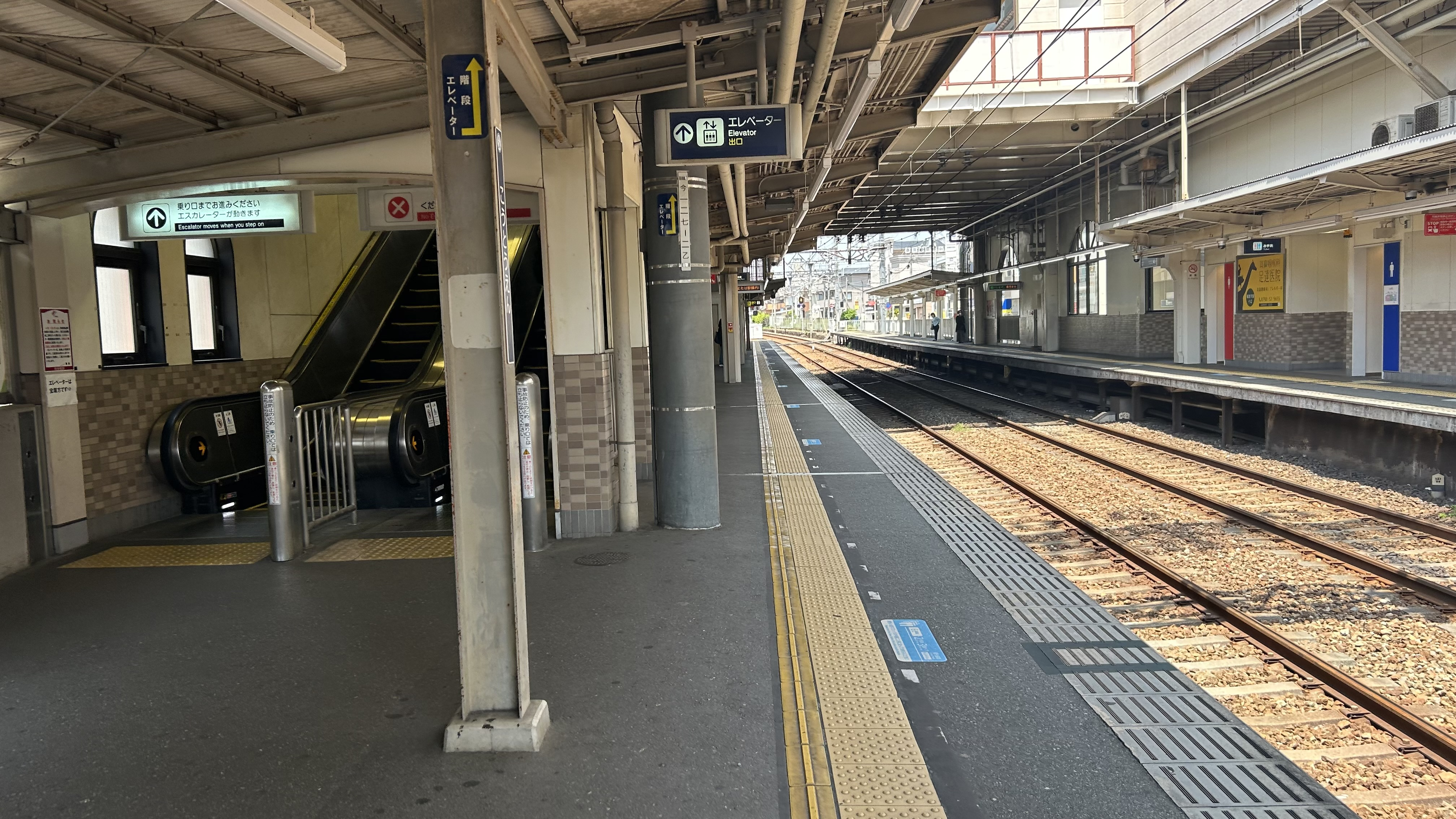
宝塚方面ホーム
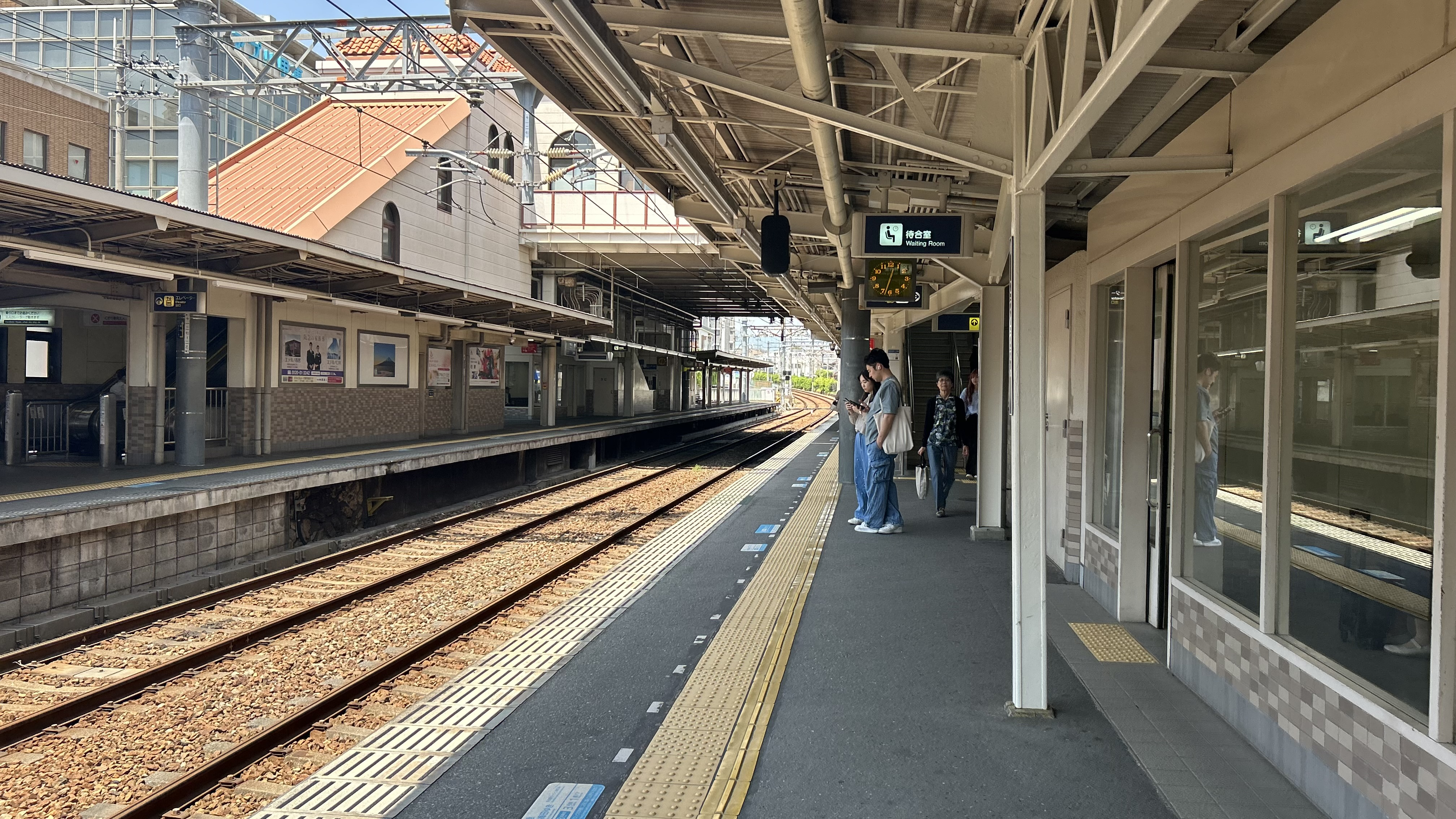
西宮北口方面ホーム
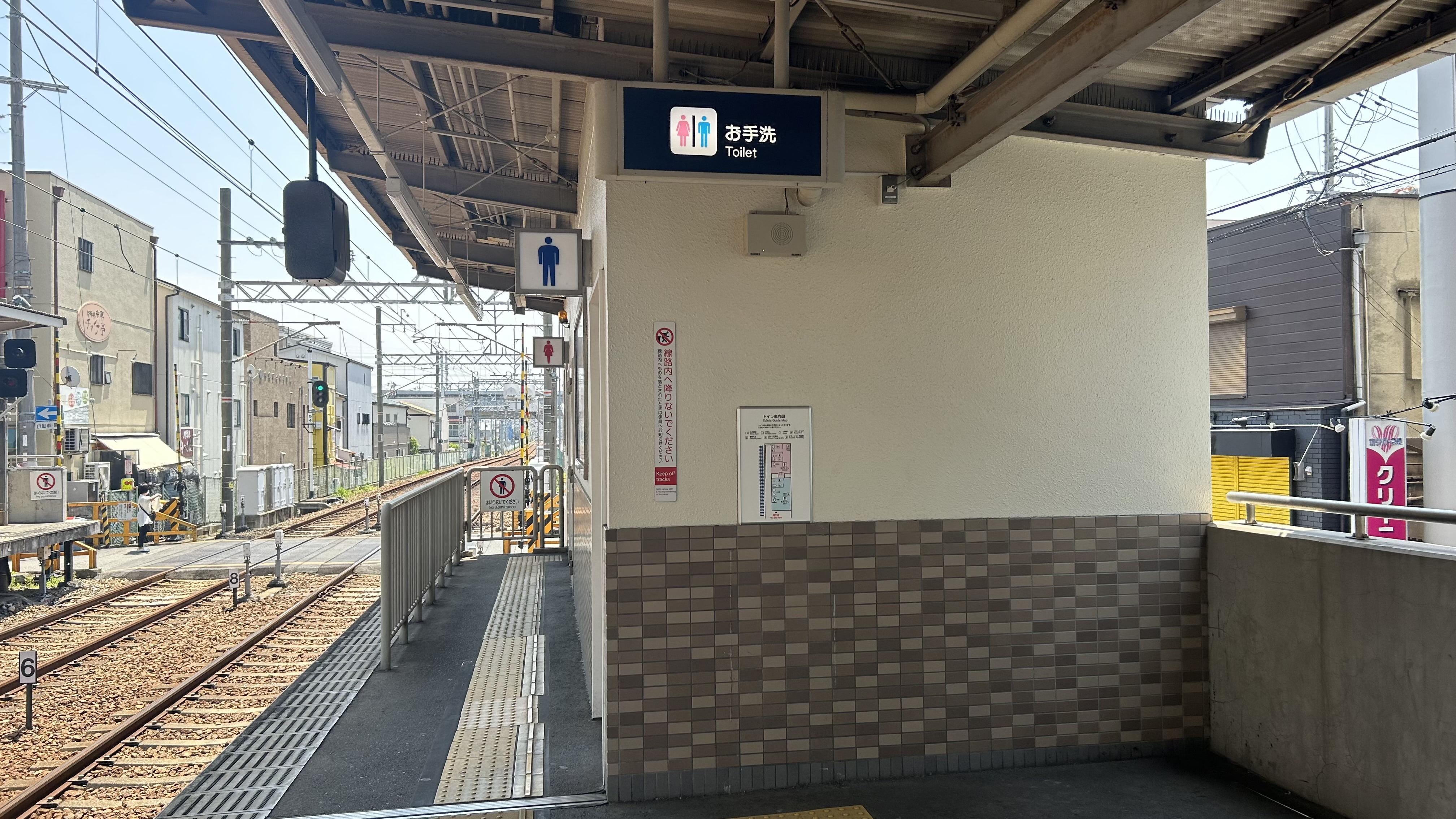
宝塚方面ホームトイレ
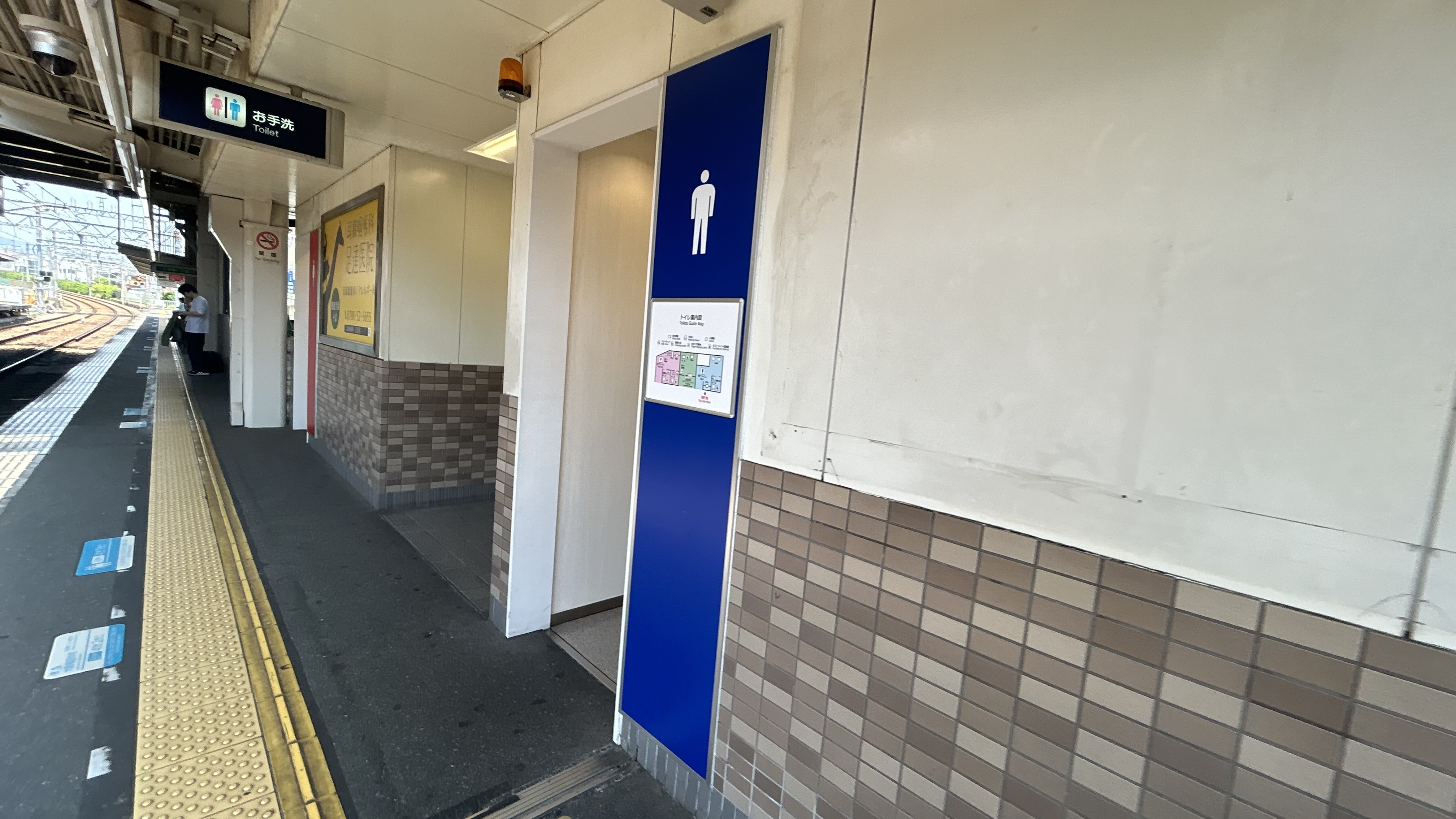
西宮北口方面ホームトイレ
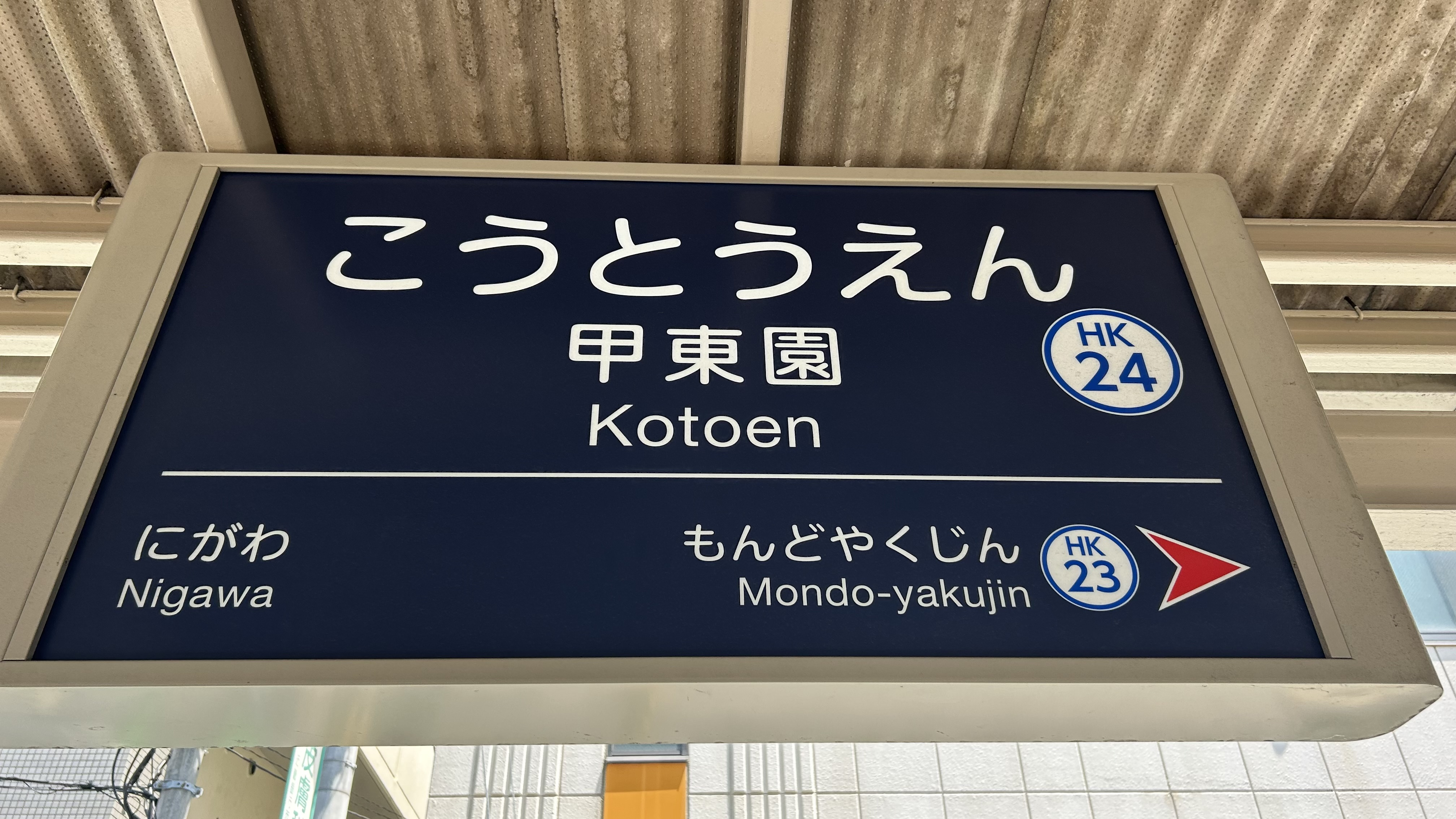
駅名標

## 利用状況
2023年（令和5年）の通年平均乗降人員は22,890人である。阪急全駅で31位であり、今津北線の途中駅及び阪急の支線では最多。

### 年次別利用状況
各年次の1日平均利用状況の推移は下表の通り。
| 年次               | 乗車人員 | 降車人員 | 乗降人員 | 増減率 | 順位 | 出典       |
| ------------------ | -------- | -------- | -------- | ------ | ---- | ---------- |
| 2016年（平成28年） | 13,714   | 12,977   | 26,691   |        | 29位 | [ 阪急 1 ] |
| 2017年（平成29年） |          |          | 26,815   | 0.5%   | 29位 | [ 阪急 2 ] |
| 2018年（平成30年） |          |          | 26,193   | -2.3%  | 29位 | [ 阪急 3 ] |
| 2019年（令和元年） |          |          | 26,007   | -0.7%  | 30位 | [ 阪急 4 ] |
| 2020年（令和02年） |          |          | 16,709   | -35.8% | 38位 | [ 阪急 5 ] |
| 2021年（令和03年） |          |          | 18,757   | 12.3%  | 33位 | [ 阪急 6 ] |
| 2022年（令和04年） |          |          | 21,953   | 17.0%  | 29位 | [ 阪急 7 ] |
| 2023年（令和05年） |          |          | 22,890   | 4.3%   | 31位 |            |

#### 年次別利用状況（平日限定）
2007年から2015年までのデータは平日限定となっていた。
| 年次               | 乗車人員 | 降車人員 | 乗降人員 | 増減率 | 順位 | 出典        |
| ------------------ | -------- | -------- | -------- | ------ | ---- | ----------- |
| 2007年（平成19年） | 15,123   | 14,368   | 29,491   |        | 30位 | [ 阪急 8 ]  |
| 2008年（平成20年） | 15,687   | 14,858   | 30,545   | 3.6%   | 29位 | [ 阪急 9 ]  |
| 2009年（平成21年） | 15,594   | 14,825   | 30,419   | -0.4%  | 29位 | [ 阪急 10 ] |
| 2010年（平成22年） | 15,980   | 15,123   | 31,103   | 2.2%   | 29位 | [ 阪急 11 ] |
| 2011年（平成23年） | 16,113   | 15,212   | 31,325   | 0.7%   | 29位 | [ 阪急 12 ] |
| 2012年（平成24年） | 16,159   | 15,284   | 31,443   | 0.4%   | 29位 | [ 阪急 13 ] |
| 2013年（平成25年） | 16,327   | 15,458   | 31,785   | 1.1%   | 29位 | [ 阪急 14 ] |
| 2014年（平成26年） | 16,313   | 15,364   | 31,677   | -0.3%  | 28位 | [ 阪急 15 ] |
| 2015年（平成27年） | 16,633   | 15,607   | 32,240   | 1.8%   | 26位 | [ 阪急 16 ] |

### 年間乗車人員
近年の1年間の乗車人員は以下の通り。なお下表内の数値の単位は全て「千人」である。
| 年度               | 年間 乗車人員 | 出典          |
| ------------------ | ------------- | ------------- |
| 2003年（平成15年） | 7,098         | [ 西宮市 1 ]  |
| 2004年（平成16年） | 6,982         | [ 西宮市 1 ]  |
| 2005年（平成17年） | 6,640         | [ 西宮市 1 ]  |
| 2006年（平成18年） | 6,232         | [ 西宮市 1 ]  |
| 2007年（平成19年） | 6,464         | [ 西宮市 1 ]  |
| 2008年（平成20年） | 6,529         | [ 西宮市 1 ]  |
| 2009年（平成21年） | 6,537         | [ 西宮市 2 ]  |
| 2010年（平成22年） | 6,555         | [ 西宮市 3 ]  |
| 2011年（平成23年） | 6,802         | [ 西宮市 4 ]  |
| 2012年（平成24年） | 6,785         | [ 西宮市 5 ]  |
| 2013年（平成25年） | 7,062         | [ 西宮市 5 ]  |
| 2014年（平成26年） | 6,928         | [ 西宮市 5 ]  |
| 2015年（平成27年） | 6,918         | [ 西宮市 5 ]  |
| 2016年（平成28年） | 7,336         | [ 西宮市 6 ]  |
| 2017年（平成29年） | 7,631         | [ 西宮市 7 ]  |
| 2018年（平成30年） | 7,392         | [ 西宮市 8 ]  |
| 2019年（令和元年） | 7,550         | [ 西宮市 9 ]  |
| 2020年（令和02年） | 5,809         | [ 西宮市 10 ] |
| 2021年（令和03年） | 5,135         | [ 西宮市 11 ] |
| 2022年（令和04年） | 5,698         | [ 西宮市 12 ] |

## 駅周辺
駅のある甲東園には財界人や文化人の邸宅も多く、西宮七園の一つとして阪神間の高級住宅街の一角を構成する。当駅の南隣を山陽新幹線が通過しており（冒頭の写真参照）、阪神・淡路大震災時には新幹線の高架橋桁が落下して今津線不通の原因となった。

### 教育機関
- 関西学院大学西宮上ヶ原キャンパス[2]
- 関西学院中学部・高等部[2]
- 兵庫県立西宮高等学校[2]
- 仁川学院中学校・高等学校
- 仁川学院小学校
- 報徳学園中学校・高等学校[2]
- 西宮市立甲陵中学校
- 西宮市立段上西小学校
- 甲東幼稚園

### 商業施設
- KOHYO甲東園店
- コープこうべ・コープ甲東園

### 各種施設
- 西宮カルメル会修道院
- 日本基督教団甲東教会
- 山陽新幹線記念公園
- 門戸天神社
- アプリ甲東 - 駅西側の合同ビル[2]。駅舎とは陸橋で接続する[1][2]。
- 公益財団法人頴川美術館
- 西宮市消防局瓦木消防署 甲東分署
- 西宮甲東園郵便局
- 西宮段上郵便局
- 三井住友銀行パセオ甲東出張所[注 2]
- 阪神水道企業団甲東事業所
- 西宮市立甲東公民館 - 敷地内に約200本の梅の木があり、「甲東梅林」として、阪神間の梅の名所となっている。

## バス路線
西口の道路上に阪急バスの路線が乗り入れる。停留所名は「阪急甲東園駅」。西宮営業所の担当。
時刻表では1・2のりばの両方がまとめて記載されているが、実際は2のりば発着が基本で、1のりばは平日の関西学院大学登校日の朝から日中にかけて随時運行される関西学院前行き直行便（行先番号なし）ののりばとしての使用が基本となる。なお、2のりばの後方には3のりばもあるが、現在は使用されていない。
全ての便が関西学院前は経由する。また、ほぼ全ての便が西宮北口駅とを結んでおり、経路は細かく分かれているが基本的に11系統のみとなりその他の本数はわずかである。かつては逆瀬川駅、甲子園口駅へのバス便も運行されていたが、それらは全て仁川駅発着に変更されたため当駅への乗り入れはなくなった。
バスのりば付近には阪急バス甲東園出張所が設置されているほか、当駅の西宮北口方にはバス車両の休憩所もある。
| のりば | 路線名     | 系統・行先                               | 備考                                                              |
| ------ | ---------- | ---------------------------------------- | ----------------------------------------------------------------- |
| 2      | 西宮市内線 | 10系統：JR西宮駅                         | 最終便および平日朝のみ運行。平日最終便は深夜バス（運賃倍額）      |
| 2      | 西宮市内線 | 11系統：阪急西宮北口駅                   | 上ヶ原六番町・JR西宮駅経由                                        |
| 2      | 西宮市内線 | 12系統：阪急西宮北口駅                   | 夕方以降および土休日朝のみ運行。上ヶ原六番町・能登町経由          |
| 2      | 西宮市内線 | 16系統：阪急西宮北口駅                   | 朝夕のみ運行、本数わずか。愛宕山・能登町経由                      |
| 2      | 西宮市内線 | 17系統：阪急西宮北口駅→19系統直通        | 朝のみ運行、本数わずか。阪急西宮北口駅まで16系統と同一経路        |
| 2      | 西宮市内線 | 19系統：阪急西宮北口駅                   | 朝夕のみ運行、本数わずか。愛宕山・JR西宮駅経由                    |
| 2      | 西宮市内線 | 24系統：阪急西宮北口駅・誠成公倫会館方面 | 1日5本のみ運行。神戸女学院西門前経由、2回目の阪急西宮北口駅で終着 |
| 2      | 西宮市内線 | 26系統：阪神西宮                         | 日中3本のみ運行。阪急西宮北口駅まで16系統と同一経路               |

## 隣の駅
阪急電鉄
■今津線（今津北線）
■準急（大阪梅田行きのみ運転）・■普通
仁川駅 (HK-25) - 甲東園駅 (HK-24) - 門戸厄神駅 (HK-23)
- 定期列車はすべて停車するが、阪神競馬開催時に大阪梅田行のみ運転される臨時急行は停車しない。

### 記事本文